# Actinote leptogramma
Actinote leptogramma är en fjärilsart som beskrevs av Jordan 1913. Actinote leptogramma ingår i släktet Actinote och familjen praktfjärilar. Inga underarter finns listade i Catalogue of Life.